# Чэнъэнь
Храм Чэнъэнь (кит. 承恩寺, пиньинь chengensi, палл. Чэнъень сы) — буддийский храм в Пекине, КНР. Он был построен при династии Суй и несколько раз перестраивался, главным образом между 1510 и 1513 минским императором Чжэндэ. Главный храмовый дворец Дасюн, с часами и барабанной башней, каменными буддами, был построен минскими архитекторами. В храме собрана богатая коллекция предметов религиозного искусства времён династии Мин, как например, фрески в зале Четырёх Небесных Царей (Тайван дянь).